# Osmeña
Osmeña es un barrio rural  del municipio filipino de tercera categoría de Culión perteneciente a la provincia  de Paragua en Mimaro,  Región IV-B.

## Geografía
El municipio de Culión, 270 km al norte de Puerto Princesa, se extiende por  la totalidad de  isla de Culión y otras adyacentes, entre las de Busuanga al norte, Linapacán al sur y Corón a levante.
Todas forman parte del  de las islas Calamianes  en el norte de la provincia de Paragua, en el Estrecho de Mindoro, lengua de mar que comunica el mar de la China Meridional y el Mar de Joló.
Ocupa la parte oriental de la isla, lindando al norte con el barrio de Tiza, al sur con los de Burabod y de Halsey, al este con la bahía de San Pedro, y al oeste con los de Baldat y de  Malaking Patag.
Forman parte de este barrio la isla principal  de Tambón, en el Paso del Oeste de Corón y otras menores como son Bunsón y Tampel, así como los islotes de  Bayaca y de  Malcapuya.

### Demografía
El barrio  de Osmeña  contaba  en mayo de 2010 con una población de 3.423 habitantes, siendo el  más poblado de su municipio.

## Historia
La isla de Culión formaba parte de la provincia española de  Calamianes, una de las de las 35 provincias de la división política del archipiélago Filipino, en la parte llamada de Visayas. Pertenecía a la audiencia territorial  y Capitanía General de Filipinas, y en lo espiritual a la diócesis de Cebú.